# Соляников, Александр Александрович
Алекса́ндр Алекса́ндрович Соля́ников (29 сентября 1982, Челябинск) — российский боксёр полусредней весовой категории, выступает за сборную с 2009 года. Трёхкратный чемпион России, бронзовый призёр чемпионата Европы, мастер спорта международного класса. На соревнованиях представляет Челябинскую область, член физкультурно-спортивного общества «Динамо».

## Биография
Александр Соляников родился 29 сентября 1982 года в Челябинске. Активно заниматься боксом начал в возрасте тринадцати лет в спортклубе «Урал» у тренеров Сергея Новикова и Владимира Рощенко.
Первого серьёзного успеха на ринге добился в 1999 году, когда выиграл бронзовую медаль на юниорском первенстве России. В 2001 году одержал победу на Кубке России, в следующих сезонах победил на командном чемпионате страны и стал лучшим на зимнем чемпионате «Олимпийские надежды» — за эти победы удостоен звания мастера спорта международного класса. В 2005 году дебютировал на взрослом первенстве России, сумел дойти до стадии полуфиналов. За два следующих года пополнил послужной список очередной победой на Кубке страны и серебряной наградой на чемпионате Европы среди студентов. В 2008 году в зачёте национального первенства был пятым.
Коренной перелом в карьере Соляникова наступил в 2009 году, когда он впервые завоевал титул чемпиона России в полулёгком весе — благодаря этой победе стал попадать в основной состав сборной и ездить на крупнейшие международные турниры. Через год повторил это достижение и поучаствовал в состязаниях чемпионата Европы в Москве, где сумел дойти до полуфинала и получил бронзовую медаль. В 2011 году в третий раз добыл золото национального первенства и, став лидером в своей весовой категории, удостоился права представлять страну на чемпионате мира в Баку. Планировал побороться здесь за медали, но в своём третьем матче на турнире проиграл англичанину Тому Сталкеру. В 2012 году занял на чемпионате России лишь третье место, утратив тем самым лидерство в команде. Окончил Уральский государственный университет физической культуры.
В 2015 году Александр Соляников помогал в подготовке к некоторым боям чемпиону мира в полутяжелом весе по версиям WBA, WBO и IBF Сергею Ковалёву, с которым они были знакомы со времён выступлений за сборную России.